# Pierson Fodé
Pierson Dane Fodé  (nascido em 6 de novembro de 1991) é um ator e modelo americano. interpretou um personagem gay Ely, no filme de comédia/romance 2015, Naomi and Ely's No Kiss List, ao lado de Victoria Justice. No Brasil o Título do Filme é (Naomi e Ely A Lista de Quem Não Beijar) Seu último trabalho atual foi inclui o papel de Thomas Forrester na longa série de drama CBS The Bold and the Beautiful.